# Даріо Бодрушич
Даріо Бодрушич (хорв. Dario Bodrušić, нар. 10 січня 1983, Бугойно) — хорватський футболіст, що грав на позиції захисника.
Виступав, зокрема, за клуби «Славен Белупо», «Рієка» та «Рудеш», а також молодіжну збірну Хорватії.

## Клубна кар'єра
Народився 10 січня 1983 року в місті Бугойно. Вихованець футбольної школи клубу «Динамо» (Загреб).
У дорослому футболі дебютував 2003 року виступами за команду «Інтер» (Запрешич), у якій провів один сезон, взявши участь у 29 матчах чемпіонату. 
Своєю грою за цю команду привернув увагу представників тренерського штабу клубу «Славен Белупо», до складу якого приєднався 2004 року. Відіграв за команду з Копривниці наступні три сезони своєї ігрової кар'єри. Більшість часу, проведеного у складі «Славена Белупо», був основним гравцем захисту команди.
Протягом 2007—2008 років захищав кольори клубу «Динамо» (Тирана).
У 2008 році уклав контракт з клубом «Рієка», у складі якого провів наступний рік своєї кар'єри гравця. 
Згодом з 2009 по 2011 рік грав у складі команд «Динамо» (Тирана), «Істра 1961» та «Аделаїда Юнайтед».
З 2011 року три сезони захищав кольори клубу «Рудеш». 
Протягом 2014—2017 років захищав кольори клубів «Гартберг», «Рудеш» та «Загреб».
Завершив ігрову кар'єру у команді «Бісхофсгофен», за яку виступав протягом 2017—2019 років.

## Виступи за збірні
У 2000 році дебютував у складі юнацької збірної Хорватії (U-16), загалом на юнацькому рівні взяв участь у 13 іграх, відзначившись одним забитим голом.
Протягом 2004–2005 років залучався до складу молодіжної збірної Хорватії. На молодіжному рівні зіграв у 15 офіційних матчах.